# Aspidosiphon thomassini
Aspidosiphon thomassini är en stjärnmaskart som beskrevs av E. Cutler och Cutler 1980. Aspidosiphon thomassini ingår i släktet Aspidosiphon och familjen Aspidosiphonidae. Inga underarter finns listade i Catalogue of Life.